# Copa del Trono 2019
La Copa del Trono de Marruecos de 2019 fue la 63a edición del principal torneo de fútbol eliminatorio en Marruecos. TAS Casablanca se proclamó campeón al vencer a Hassania Agadir por 2-1 en la final. Por primera vez en la historia del torneo, se utilizó el VAR (solo desde las semifinales en adelante).
El TAS de Casablanca obtuvo además la clasificación a la Copa Confederación de la CAF 2020-21.

## Fase de clasificación
La fase de clasificación se jugó el 4 de mayo de 2019.
| Equipo 1              | Resultado   | Equipo 2              |
| --------------------- | ----------- | --------------------- |
| CODM Meknès           | 4–5         | AS Salé               |
| KAC de Kenitra        | 1–2         | Ittihad Khemisset     |
| Union de Touarga      | 2–0         | MAS Fez               |
| Olympic Dcheira       | 5–0         | Raja Agadir           |
| Raja Beni Mellal      | 2–1         | Ittifaq Marrakech     |
| Wydad de Fès          | 2–0         | Chabab Mrirt          |
| Racing de Casablanca  | 2–1         | Rachad Bernoussi      |
| Stade Marocain        | 1–1 (3–4 p) | US Musulmane d'Oujda  |
| Union Sidi Kacem      | 0–3         | SCC Mohammédia        |
| TAS de Casablanca     | 2–0         | Jeunesse d'El Massira |
| Chabab Atlas Khénifra | 2–1         | Widad Témara          |
| Club Salmi            | 1–1 (3–0 p) | Olympique Phosboucraa |
| JS de Kasbah Tadla    | 2–1         | Olympique Youssoufia  |
| Chabab Ben Guerir     | 1–1 (5–6 p) | Nasma Sportif Settat  |
| RCA Zemamra           | 6–0         | Mouloudia Dakhla      |
| Wafa Sportif Driouch  | 0–1         | Fath Wislan           |

## Dieciseisavos de final
Los dieciseisavos de final se jugaron los días 30 y 31 de agosto de 2019, 1 y 24 de septiembre de 2019.
| Equipo 1                  | Resultado | Equipo 2              |
| ------------------------- | --------- | --------------------- |
| (p) Chabab Atlas Khénifra | 2–2 (5–4) | RS Berkane            |
| US Musulmane d'Oujda      | 2–2 (2–4) | Ittihad Khemisset (p) |
| Wydad Casablanca          | 1–3       | FAR Rabat             |
| FUS de Rabat              | 1–0       | Mouloudia d'Oujda     |
| AS Salé                   | 2–0       | Fath Ouislane         |
| Mogreb Tetuán             | 1–0       | SCC Mohammédia        |
| Union de Touarga          | 3–2       | Wydad de Fès          |
| Chabab Rif Al Hoceima     | 1–3       | Ittihad Tanger        |
| OC Safi                   | 0–1       | Difaa El Jadida       |
| Nasma Sportif Settat      | 1–1 (3–4) | Club Salmi (p)        |
| Raja Casablanca           | 2–3       | RCA Zemamra           |
| TAS de Casablanca         | 3–1       | Kawkab de Marrakech   |
| Rapide Oued Zem           | 3–0       | JS de Kasbah Tadla    |
| Racing de Casablanca      | 2–1       | Raja Beni Mellal      |
| Hassania Agadir           | 1–0       | Youssoufia Berrechid  |
| (p) Olympic Dcheira       | 1–1 (4–3) | Olympique Khouribga   |

## Octavos de final
Los partidos de octavos de final se jugaron los días 25, 27 de septiembre y 2 de octubre de 2019.
| Equipo 1              | Resultado | Equipo 2             |
| --------------------- | --------- | -------------------- |
| FAR Rabat             | 0–1       | Difaa El Jadida      |
| Ittihad Tanger        | 1–0 (ts)  | FUS de Rabat         |
| TAS de Casablanca     | 2–1       | Olympic Dcheira      |
| (p) Mogreb Tetuán     | 1–1 (4–3) | Racing de Casablanca |
| Rapide Oued Zem       | 2–0       | Club Salmi           |
| Union de Touarga      | 0–1       | Ittihad Khemisset    |
| Hassania Agadir       | 1–0       | AS Salé              |
| Chabab Atlas Khénifra | 2–1       | RCA Zemamra          |

## Cuartos de final
Los cuartos de final se jugaron los días 22, 23 y 24 de octubre de 2019.
| Equipo 1          | Resultado | Equipo 2              |
| ----------------- | --------- | --------------------- |
| Difaa El Jadida   | 3–0       | Chabab Atlas Khénifra |
| TAS de Casablanca | 4–2       | Ittihad Khemisset     |
| Ittihad Tanger    | 0–1 (ts)  | Hassania Agadir       |
| Mogreb Tetuán     | 4–1       | Rapide Oued Zem       |

## Semifinales
Las semifinales se jugaron los días 9 y 10 de noviembre de 2019.
| Equipo 1        | Resultado | Equipo 2          |
| --------------- | --------- | ----------------- |
| Difaa El Jadida | 0–1 (ts)  | TAS de Casablanca |
| Hassania Agadir | 3–0       | Mogreb Tetuán     |

## Final
| Equipo 1          | Resultado | Equipo 2        |
| ----------------- | --------- | --------------- |
| TAS de Casablanca | 2–1       | Hassania Agadir |

| 18 de noviembre de 2019 | TAS de Casablanca            | 2:1 (1:1) | Hassania Agadir | Stade d'Honneur, Uchda, Marruecos |                         |
| 15:00 UTC+1             | - El Melioui 17', 75' (pen.) | Reporte   | - 14' Cisse     | Árbitro(s): Adil Zourak           | Árbitro(s): Adil Zourak |

|                              |
| Campeón                      |
| TAS de Casablanca 1.° título |